# 比拉爾·班納馬
比拉爾·班納馬（法語：Billal Bennama，1998年6月14日—）是一名法國男子拳擊運動員。他在2019年世界拳擊錦標賽中贏得一枚獎牌。他代表法國隊參加了巴黎舉行的2024年夏季奧林匹克運動會，並且在蠅量級比賽上獲得銀牌。
他出生於法國布拉尼亞克，是一名阿爾及利亞裔。

## 外部連結
- 比拉爾·班納馬在BoxRec（英语）
- 比拉爾·班納馬在Olympedia（英语）
- 比拉爾·班納馬在French Olympic and Sports Committee (archived)（法语）